# Mongomo
Mongomo egy település Egyenlítői-Guineában, Wele-Nzas tartományban. 2012-ben elővárosok nélkül 7251, azokkal együtt 53 500 lakosa volt.

## Történet
Mongomót Francisco Macías Nguema alapította. A városban felépült egy kórház, valamint itt található a Kos Ete nevű hotel is. A település labdarúgócsapata a Deportivo Mongomo, amely az Egyenlítői-guineai labdarúgó-bajnokságban szerepel. A 2015-ös afrikai nemzetek kupájának Egyenlítői-Guinea adott otthont, több mérkőzést Mongomóban rendeztek.